# Спаське (Великоігнатовський район)
Спа́ське (рос. Спасское, ерз. Спасское) — село у складі Великоігнатовського району Мордовії, Росія. Входить до складу Старочамзінського сільського поселення.
Населення — 233 особи (2010; 280 у 2002).
Національний склад (станом на 2002 рік):
- росіяни — 76 %